# Ulrik Christian Gyldenløve, greve af Samsø
 Der er flere personer med dette navn, se Ulrik Christian Gyldenløve (søn af Christian 4.).
Ulrik Christian Gyldenløve (24. juni 1678 – 8. december 1719 København) var søn af Christian 5. og Sophie Amalie Moth. Han var greve af Samsø og friherre til Marselisborg.
Han delte navn med sin farfars halvbror.
Ulrik Christian Gyldenløve blev født i 1678 på Brattingsborg på Samsø. Hans mor var grevinde af Samsø, Sophie Amalie Moth. I 1693 tog han til Holland, hvor han fik en ny (1650), dyr og grundig uddannelse i søofficersgerningen. Den eneste dansker før ham var Niels Juel). Efter opholdet i Holland tog han på studieophold i Frankrig og supplerede uddannelsen med forelæsninger i navigation. Da han vendte tilbage til Danmark i 1696, blev han udnævnt til admiral. I 1700 blev han udnævnt til General-Admiralløjtnant og overtog kommandoen over hele flåden. Kort efter indsendte han på baggrund af erfaringerne fra Holland og Frankrig et forslag til kongen om oprettelse af et Søe-Academi, hvor unge mænd kunne modtage egentlig undervisning i sømandskab, militær træning, taktik og navigation (hidtil var søofficerer enten uddannet ved mesterlære eller havde modtaget graderne fx ved adling).
Den 24. okt. 1708 blev han gift med Charlotte Amalie Krabbe (1689 København-1709 smst.), datter af Otte Krabbe og 3. hustru Birgitte Skeel.
Gyldenløve ledede igen flåden, da der på ny udbrød krig i 1709, og han var til søs som flådechef 1709-1712 og igen i 1715. Han var chef for marinen til sin død i 1719.  